# 86. pehotni polk (Avstro-Ogrska)
Za druge 86. polke glejte 86. polk.
86. pehotni polk (izvirno nemško Infanterie-Regiment Nr. 86; dobesedno slovensko: Pehotni polk št. 86) je bil pehotni polk k.u.k. Heera.

## Poimenovanje
- Ungarisches Infanterie Regiment »von Steninger« Nr. 86
- Infanterie Regiment Nr. 86 (1915 - 1918)

## Zgodovina
Polk je bil ustanovljen leta 1883. 

### Prva svetovna vojna
Polkovna narodnostna sestava leta 1914 je bila sledeča: 76% Madžarov, 20% Srbo-Hrvatov in 4% drugih. Naborni okraj polka je bil v Szabadki, pri čemer so bile polkovne enote garnizirane sledeče: Szabadka (štab, I. in IV. bataljon), Budimpešta (II. bataljon) in Visegrád (III. bataljon).
Med prvo svetovno vojno se je polk bojeval tudi na soški fronti.
V sklopu t. i. Conradovih reform leta 1918 (od junija naprej) je bilo znižano število polkovnih bataljonov na 3.

## Organizacija
1918 (po reformi)
- 1. bataljon
- 2. bataljon
- 4. bataljon

## Poveljniki polka
- 1908: Oskar Sehrig[6]
- 1914: Josef Schaffer[1]